# Dániel Buday
Dániel Buday (født 5. januar 1981 i Hódmezővásárhely, Ungarn) er en ungarsk håndboldspiller, der spiller for den tyske Bundesligaklub Rhein-Neckar-Löwen. Han kom til klubben i 2003 fra den ungarske klub KC Veszprém. 

## Landshold
Buday er en fast del af det ungarske landshold, og var  ved VM i 2007, blandt andet med til at besejre Danmark i de to holds første kamp ved turneringen.